# Ladislav Szalai
Ladislav Szalai (18. března 1951 Bratislava – 22. prosince 2022 Liberec[zdroj?]) byl český spisovatel slovenského původu, který se věnoval převážně žánru science-fiction.

## Život
Ladislav Szalai se narodil roku 1951 v Bratislavě-Petržalce, ale od raného dětství žil v Čechách na Sedlčansku a ve Vojkově. V letech 1966–1969 absolvoval podnikové odborné učiliště v Kladrubech u Vlašimi a v Olbramovicích a vyučil se opravářem zemědělských strojů.
Od roku 1969 žil v Praze a vystřídal řadu zaměstnání: stavební dělník u železničního stavitelství, posunovač, lampář, výhybkář, dozorce výhybek, staniční dělník, můstkař, závorář, vrátný, skladník přepravy na železniční stanici Praha-Hlavní nádraží nebo brusič.
Ve své literární tvorbě se nejprve věnoval poezii (první báseň otiskl již roku 1962 v časopise Pionýrské noviny) a společně se Zdeňkem Rosenbaumem také psaní písňových textů. Básně mu vyšly v antologiích Rosný bod (1976) a Jen jednou ponejprv (1981), písňové texty na gramofonové desce Sváteční poledne (1980).
Jeho prozaickým debutem (nepočítáme-li různé povídky, glosy a hudební kritiky publikované časopisecky) byla lyrická novela ze současnosti Prázdniny s Jackem Londonem, otištěná v antologii Před vyplutím (1980). Ve zcela odlišném stylu jsou však napsány jeho početné sci-fi povídky, které se vyznačující neobyčejnou tematickou pestrostí, velmi často jsou prostoupeny prvky humoru či satiry a vyšly též polsky, rusky, maďarsky a italsky.
Roku 1990 založil se společníkem Karlem Smolanem nakladatelství Orfeus, které bylo zaměřené zejména na učebnice a literaturu faktu. Nakladatelství řídil do roku 1993, a po jeho zániku spravoval stejnojmennou výpočetní a informační firmu. V roce 1995 podnikání zanechal a odstěhoval se do Sedlce-Prčic a v roce 1997 do Jizerských hor. Na sklonku života byl v invalidním důchodu, ale stále se věnoval psaní.
Zemřel 22. prosince 2022 v liberecké nemocnici.[zdroj?]

## Dílo
- Prázdniny s Jackem Londonem, novela ze současnosti otištěná v antologii Před vyplutím, Mladá fronta, Praha 1980, lyrizované pásmo chronologicky řazených výjevů, v nichž autor vylíčil citové, nostalgické i tragické momenty světa dětství a dospívání
- Dvojnásobný dvojník, Profil, Ostrava 1983, spoluautor Zdeněk Rosenbaum, soubor sci-fi povídek, ve kterém si autoři zadali deset témat a každý na dané téma napsal povídku. Ve své době byla kniha nadprůměrným přínosem žánru a pozoruhodným sci-fi debutem dvou nových autorů.
- Cesta do bláznovy zahrady, Mladá fronta, Praha 1984, tři desítky sci-fi povídek.
- Zapomenutý vesmír, Československý spisovatel, Praha 1985, čtrnáct sci-fi povídek poněkud více zaměřených na morální otázky.
- Tajná společnost SF, Profil, Ostrava 1986, spoluautor Zdeněk Rosenbaum, spoluautoři knihu koncipovali jako sci-fi antologii nových českých autorů a pod vymyšlenými jmény v ní otiskli své vlastní povídky.
- Půltá planeta, Orfeus, Praha 1992, sbírka sci-fi povídek vydaná ve vlastním nakladatelství.
- Stroj fantazie, Orfeus, Praha 1992, sbírka sci-fi povídek vydaná ve vlastním nakladatelství.
- Orgonova hvězda aneb Jak zachránit Boha, Cassandra a Orfeus, Praha 1992, výbor sestavený ze sci-fi povídek publikovaných ve starších sbírkách a antologiích, ilustrace Jan Hora.
- Kosmické grotesky, Adonai, Praha 2001, sbírka sci-fi povídek přinášející humor i laskavý nadhled.
- Soumrak robotů, Baronet Praha 2003, soubor sci-fi povídek,
- Velký moderní snář, Baronet, Praha 2003, v návaznosti na tradiční starší české snáře vytvořil autor snář odpovídající požadavkům dnešní moderní společnosti (jsou v něm hesla jako počítač, video atp.).
- Poslední konec světa, Český klub, Praha 2006, sbírka sci-fi povídek napsaná s groteskním a ironickým nadhledem.
- Vládce hurikánů, Golem Ríša a Klub Julese Vernea, Praha 2007, román, součást série Mark Stone.
- Zlaté doly smíchu aneb Prázdniny s Karlem Hynkem, humoristická novela založená po vzoru filmových crazy-komedií na řetězci nedorozumění.
- Bludiště snů, Milenium Publishing, Praha 2010, výbor nejlepších autorových sci-fi povídek.